# Ballauf-Wilhelmswörth
Ballauf-Wilhelmswörth ist die Bezeichnung für das größte Naturschutzgebiet in Mannheim und für ein ergänzendes Landschaftsschutzgebiet.
Das Naturschutzgebiet (Schutzgebiets-Nummer 2.173) hat eine Größe von 340,9 Hektar und befindet sich im äußersten Nordwesten Mannheims. Es verläuft schlauchförmig am östlichen Ufer des Rheins und gehört zum nördlichen Teil des Oberrheintieflandes. Der Auwald in diesem Gebiet gehört neben der Reißinsel zu den ursprünglichen Auwäldern in der Region. Die Flächen neben dem Auwald weisen vielfältige kleinstrukturierte Lebensräume auf. Hervorzuheben ist die artenreiche Avifauna und die große Artenvielfalt an Insekten. Zur Sicherung und Erhaltung wurde das Naturschutzgebiet am 27. Dezember 1993 ausgewiesen.
Das gleichnamige Landschaftsschutzgebiet (Schutzgebiets-Nummer 2.22.007) wurde bereits am 18. Juni 1980 ausgewiesen und umfasste ursprünglich auch die Flächen des Naturschutzgebiets. Die übrig gebliebene Restfläche schließt sich unmittelbar östlich an das Naturschutzgebiet an und hat eine Größe von 42,8 Hektar.
Mit einer Höhe von 87 m ü. NHN liegt der tiefste Punkt Baden-Württembergs in diesem Gebiet.

## Literatur

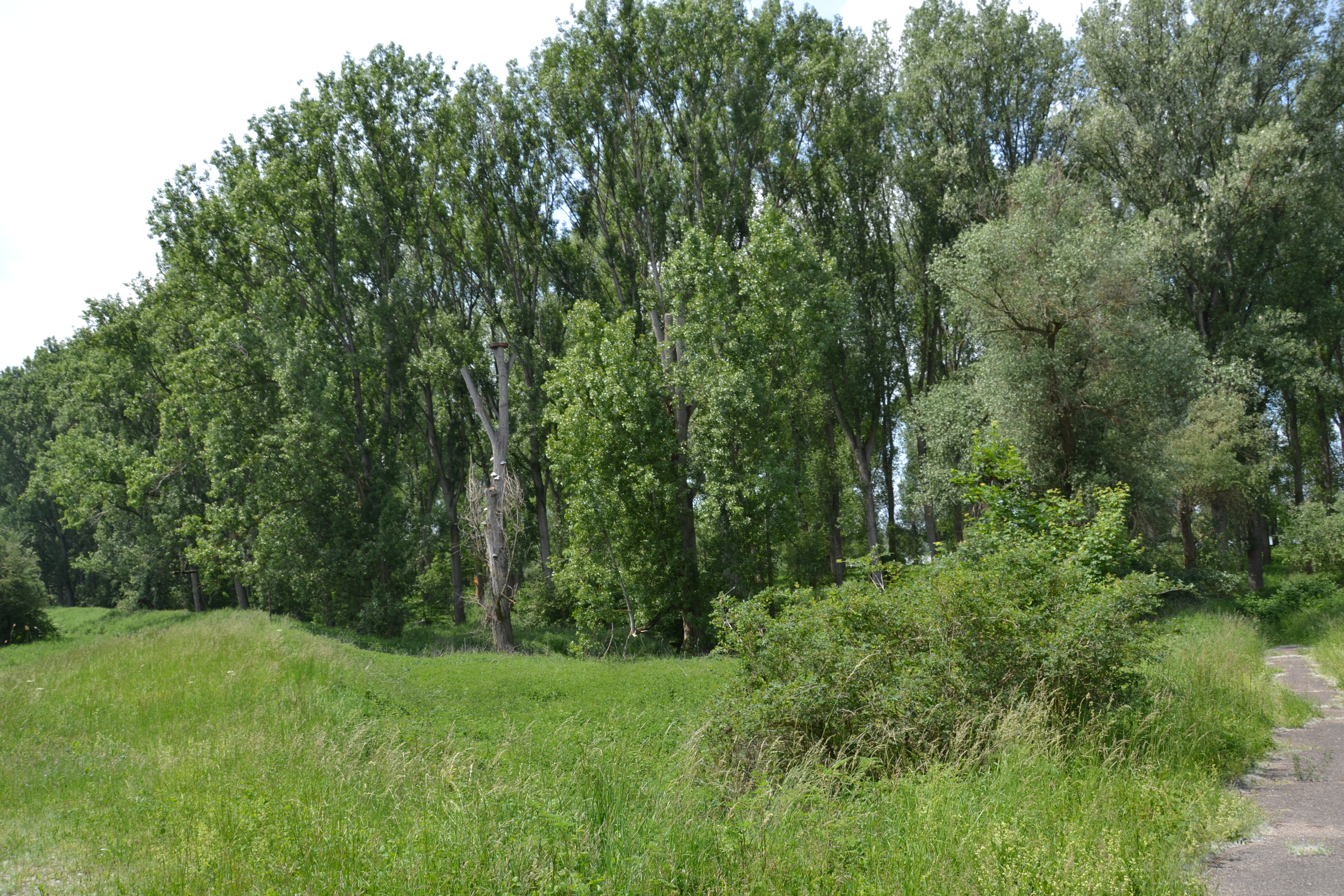
Ballauf-Wilhelmswörth im mittleren Bereich